# PCL (库)
PCL（英語：Point Cloud Library）是一个开源的算法库，用于处理点云和计算机视觉中的三维几何过程。PCL包含点云滤波、特征估计、三维重建、点云配准、模型拟合、目标识别和分割等算法。每个模块都由一个更小的库实现（如：libpcl_filters、libpcl_features、libpcl_surface等），可以单独编译。PCL有自己的存储点云的数据格式——PCD（英語：Point Cloud Data)，但也可以加载和保存许多其他格式的数据。它是用C++ 编写的，并在BSD许可下发布。

### 脚注
1. ↑  Holz, Dirk; Ichim, Alexandru E.; Tombari, Federico; Rusu, Radu B.; Behnke, Sven. . IEEE Robotics Automation Magazine. 2015, 22 (4): 110–124. S2CID 2621807. doi:10.1109/MRA.2015.2432331.

### 外链
- Point Cloud Library官网 （页面存档备份，存于）
- GitHub上的PointCloudLibrary頁面